# Calomyscus kermanensis
Calomyscus kermanensis — нещодавно описаний вид мишоподібних хом’яків, що походить з Ірану.